# Jeanne Saulier
Jeanne Saulier, née Marie Jeanne Sauclière, le 24 juillet 1865 à Audenge et morte le 20 octobre 1940 est une comédienne et chanteuse d'opérettes française.

## Biographie
Marie Jeanne Ernestine Eugènie Sauclière est la fille d'Ernest Eugène Sauclière, commis principal des contributions indirectes et de Jeanne Alice Bézian.
Jeanne Saulier remporte en 1885 le premier prix de piano du conservatoire de Bordeaux. Elle monte à Paris et rencontre Fernand Samuel. Elle est engagée en 1890 au théâtre des Variétés et est tout de suite remarquée. Elle passe en février 1892 au théâtre de la Renaissance pour jouer La Jolie Parfumeuse de Jacques Offenbach.
Elle épouse Fernand Samuel après sa séparation, en 1897, avec Ève Lavallière, sa première épouse.
En 1907, elle joue à Constantinople devant le sultan Abdülhamid II qui exerce des pressions pour la persuader de rester.
En 1925, elle possède une propriété à Biarritz le Chalet d'Alexandrine. En 1933, sa villa Le Bois Joli au Cap d'Ail est incendiée par sa femme de chambre parce qu'elle doit être vendue à la demande de ses créanciers.
Jeanne Saulier termine sa vie dans le plus grand dénuement chez une amie à Urt.

## Carrière à l'opéra
- 1891 : Miss Helyett, opérette en 3 actes de Maxime Boucheron et Edmond Audran, au théâtre des Arts de Bordeaux[5].
- 1892 : Miss Robinson, opérette de Louis Varney, paroles de Paul Ferrier, création aux Folies-Dramatique, 17 décembre[6],[7].
- 1892 : La Jolie Parfumeuse, de Jacques Offenbach, reprise au théâtre de la Renaissance, 11 février, Bavolet[8],[9].
- 1892 : Le Mariage aux lanternes, de Jacques Offenbach, reprise au théâtre de la Renaissance, 1er septembre[10] [9].
- 1896 : Ramponnette, opérette-bouffe d'André Lénéka et A. Richard, musique de Casimir Baille et Sélim, au Menus-Plaisirs, 05 décembre, Ramponnette[11],[12],[13].
- 1899 : Les Saltimbanques, opéra-comique de Louis Ganne, livret de Maurice Ordonneau, créé le 30 décembre au théâtre de la Gaîté, Suzanne[14],[15].
- 1902 : Orphée aux enfers, opéra bouffe d’Hector Crémieux et Ludovic Halévy, musique de Jacques Offenbach, reprise au théâtre des Variétés, Diane[16].
- 1903 : Chonchette, de Robert de Flers et Gaston Arman de Caillavet, musique de Claude Terrasse, reprise au théâtre des Variétés, 11 avril, Chonchette.
- 1903 : Le Sire de Vergy, opéra bouffe de Robert de Flers et Gaston Arman de Caillavet, musique de Claude Terrasse, création au théâtre des Variétés, 16 avril, Yolande[17],[18],[19],[20].
- 1904 : La Chauve souris, d'Henri Meilhac et Ludovic Halévy, musique de Johann Strauss II, au théâtre des Variétés, 22 avril, Arlette[21],[22],[23].
- 1904 : La Fille de Madame Angot, opérette de Clairville, Paul Siraudin et Victor Koning, musique de Charles Lecocq, avec Jeanne Saulier (Clairette), Germaine Gallois (Mademoiselle Lange), théâtre des Variétés, 5 octobre[24].
- 1904 : Le Petit Duc, d'Henri Meilhac, Ludovic Halévy, musique de Charles Lecocq[25],[26],[27].
- 1905 : La Petite bohême, de Paul Ferrier ; d'après Henri Mürger ; musique d'Henri Hirchmann, théâtre des Variétés, 19 janvier, Musette[28],[29].
- 1905 : L’Âge d’or, comédie musicale de Georges Feydeau en collaboration avec Maurice Desvallières, musique de Louis Varney, représentée pour la première fois à Paris, au théâtre des Variétés, le 1er mai, une paysanne[30],[31],[32].
- 1906 : Le Paradis de Mahomet, d'Henri Blondeau, musique de Robert Planquette, théâtre des Variétés, 15 mai, Baskir[33].
- 1908 : Geneviève de Brabant, opéra bouffe de Jacques Offenbach, livret de P.-L. Flers, représentée, en 3 actes, le 21 février 1908 au Théâtre des Variétés, mise en scène par Fernand Samuel, rôle travesti du page Drogan[34],[35].
- 1908 : Le Petit Faust, d'Hector Crémieux, Adolphe Jaime, musique d'Hervé, aux Folies-Dramatiques, Marguerite[36],[37].
- 1911 : La Vie parisienne, de Jacques Offenbach, livret d'Henri Meilhac et Ludovic Halévy, au théâtre des Variétés, 9 avril, Métella[38],[39],[40].
- 1912 : Orphée aux enfers, opéra bouffe d’Hector Crémieux et Ludovic Halévy, musique de Jacques Offenbach, Diane[41],[42].

## Carrière au théâtre

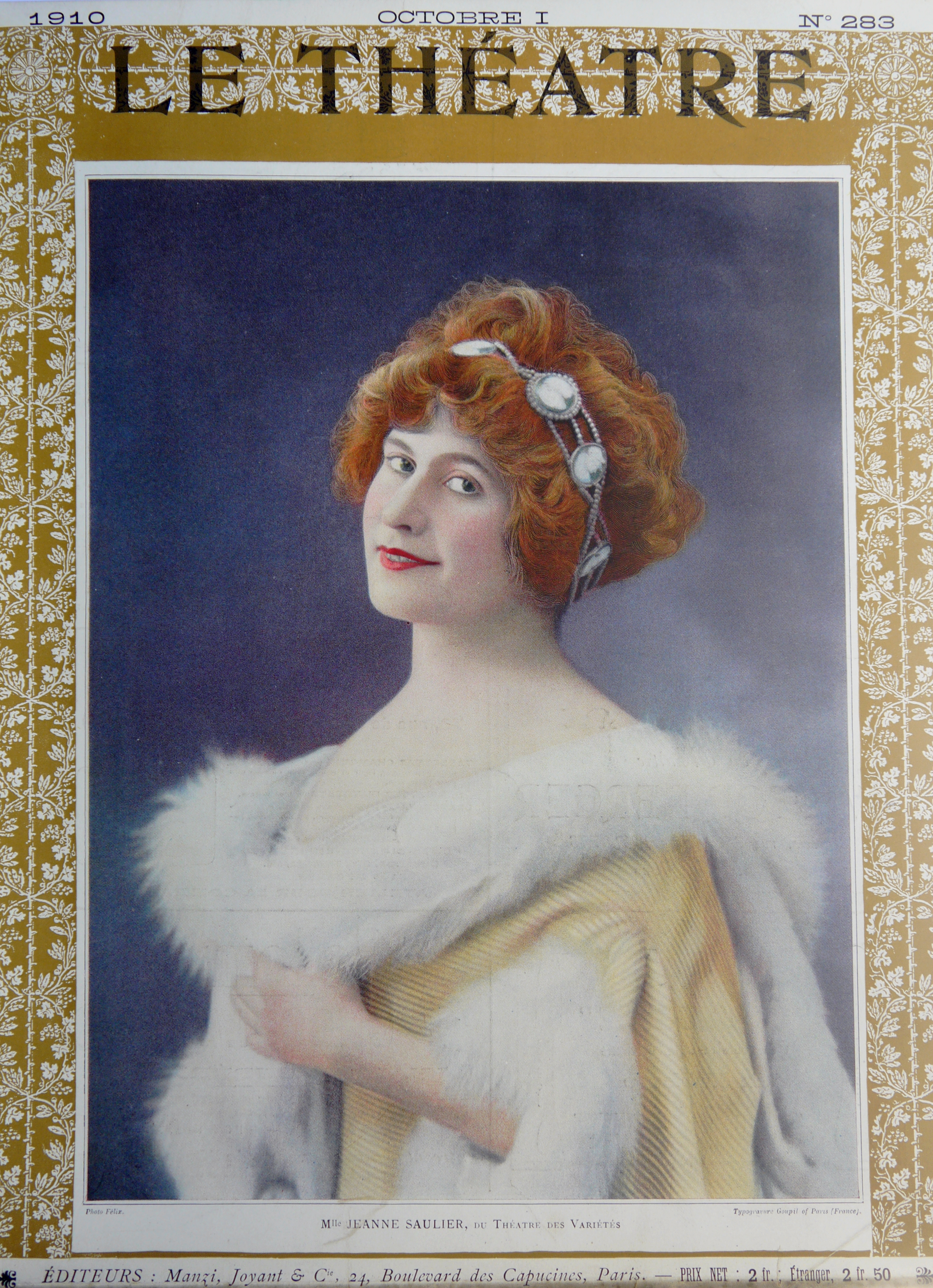
Jeanna Saulier en 1910. Le Théatre no 283, octobre 1910.

- 1892 : Variétés de l'année, revue de Blondeau et Mauriac, théâtre des Variétés, 31 janvier.
- 1899 : Et allez donc ! C'est pas l'compère, revue de Jules Oudot et Henry de Gorsse, au théâtre des Capucines[43].
- 1903 : Paris aux Variétés, revue de Paul Gavault, théâtre des Variétés, 22 novembre, La Commère[44],[45],[46],[47].
- 1906 : La Revue du Moulin, de Lucien Boyer, Rip et Wilned
- 1907 : La Revue du centenaire, de Paul Gavault, Pierre-Louis Flers et Eugène Héros, théâtre des Variétés, 3 mars[48].
- 1909 : Un Ange, comédie d'Alfred Capus, théâtre des Variétés, 14 décembre[49],[50].
- 1914 : Les Merveilleuses, de Victorien Sardou, théâtre des Variétés, 24 janvier, Pervenche[51].

## Iconographie
- Pastel de Maxime Dastugue, exposé au salon des artistes 1902.
- Portrait d'Albert Depré, exposé au salon des artistes 1909[52],[53].